# Håstads kyrka
Håstads kyrka är en kyrkobyggnad i Håstad. Den tillhör Torns församling i Lunds stift.

## Kyrkobyggnaden
Kyrkan uppfördes på 1200-talet i gotisk stil. Under medeltidens senare del byggdes ett kyrktorn. I övrigt var kyrkan orörd fram till år 1861 då den helt byggdes om av Carl Georg Brunius. Då tillkom kraftiga korsarmar och ett nytt korparti. 1911 skadades innertakets tunnvalv av en brand och ersattes av ett nytt innertak av trä. Kyrkan renoverades 1956 under ledning av domkyrkoarkitekt Eiler Græbe.

## Inventarier
- Ett dopfat av mässing är från 1500-talet och har en relief som skildrar bebådelsen.
- Träskulpturer av helgon är från 1500-talet och satt tidigare i ett medeltida altarskåp.
- Ett par ljusstakar av malm är från 1600-talet.
- Altartavlan målades 1930 av konstnären Justus Lundegård. Dess motiv är "Jesus i Getsemane". Konstnären hann avlida innan tavlan var färdig. Tavlan fullbordades av konstnärens hustru tillsammans med konstnären Alfred Hedlund.
- Kyrkklocka, omgjuten 1832

### Orgel
- Den nuvarande läktarorgeln byggdes 1939 av Olof Hammarberg, Göteborg och är en pneumatisk orgel. Orgeln har fria och fasta kombinationer. År 1988 var orgeln ej i bruk.

| Huvudverk I     | Svällverk II           | Pedal       | Koppel   |
| Principal 8´    | Rörflöjt 8´            | Subbas 16´  | I/P      |
| Kvintadena 8'   | Salicional 8'          | Oktavbas 8' | II/P     |
| Oktava 4'       | Gemshorn 4'            |             | II/I     |
| Mixtur 4-5 chor | Italiensk principal 2' |             | II 16'/I |
|                 | Sesquialtera 2 chor    |             | II 4'/I  |
|                 | Crescendosvällare      |             | II 4'/P  |

#### Kororgel
- Den nuvarande orgeln byggdes 1979 av A. Mårtenssons Orgelfabrik AB, Lund och är en mekanisk orgel. Orgeln är placerad i kyrkans kor.

| Manual             | Pedal   | Koppel  |
| Gedackt 8'         | Bihängd | Man/Ped |
| Principal 4'       |         |         |
| Blockflöjt 2'      |         |         |
| Larigot 1 1/3' B/D |         |         |
| Crescendosvällare  |         |         |

## Bildgalleri

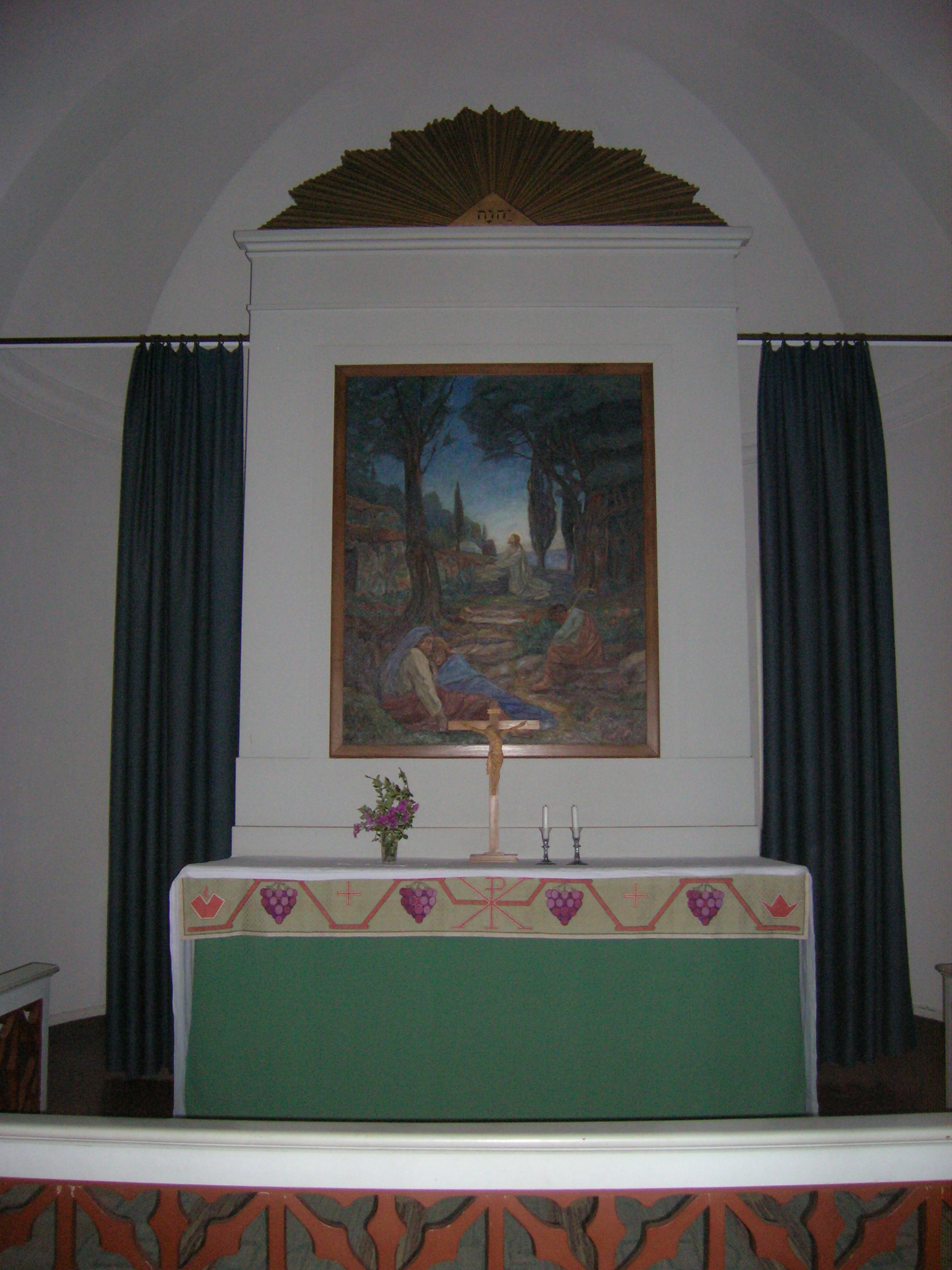
Altare
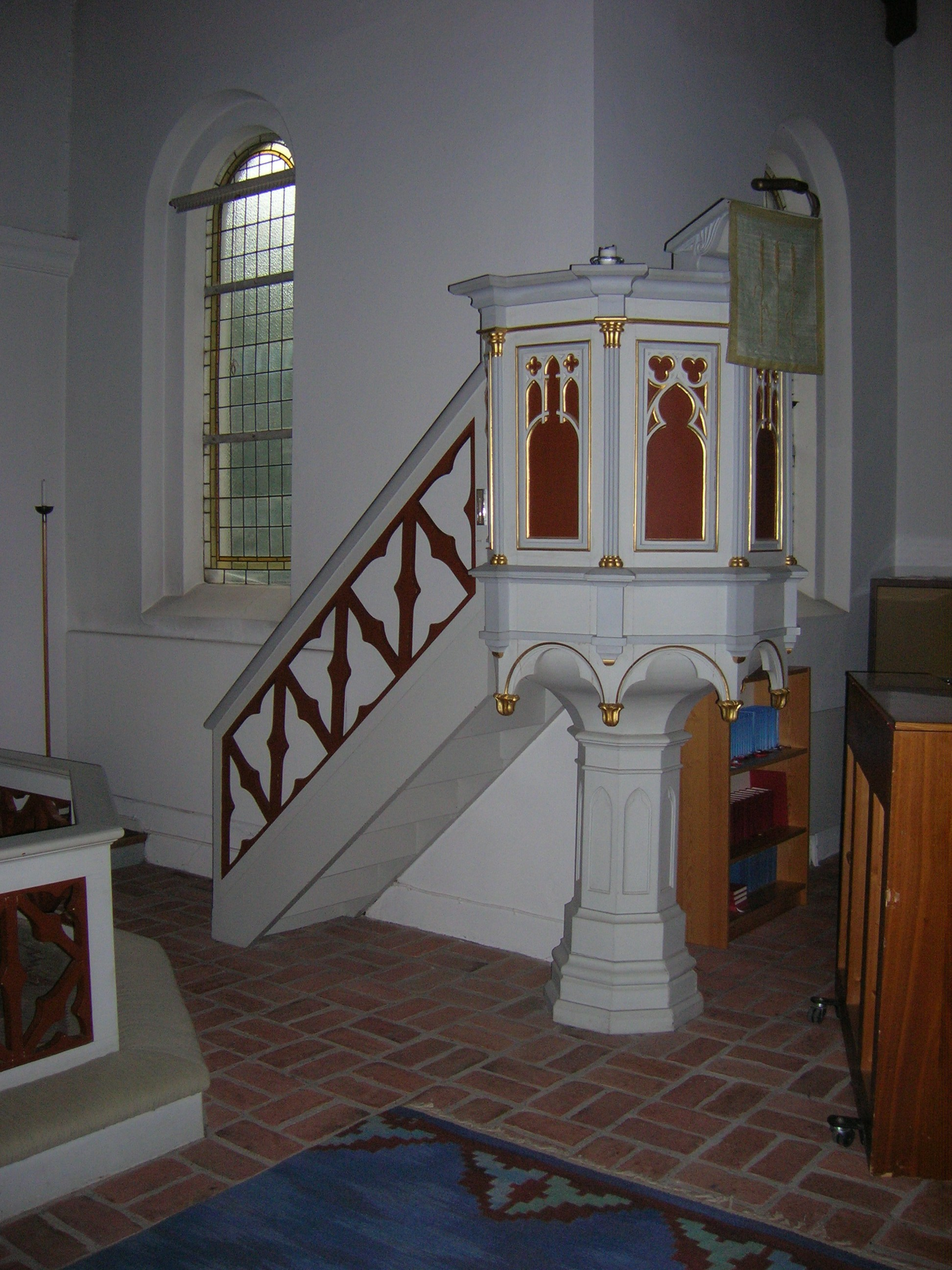
Predikstol
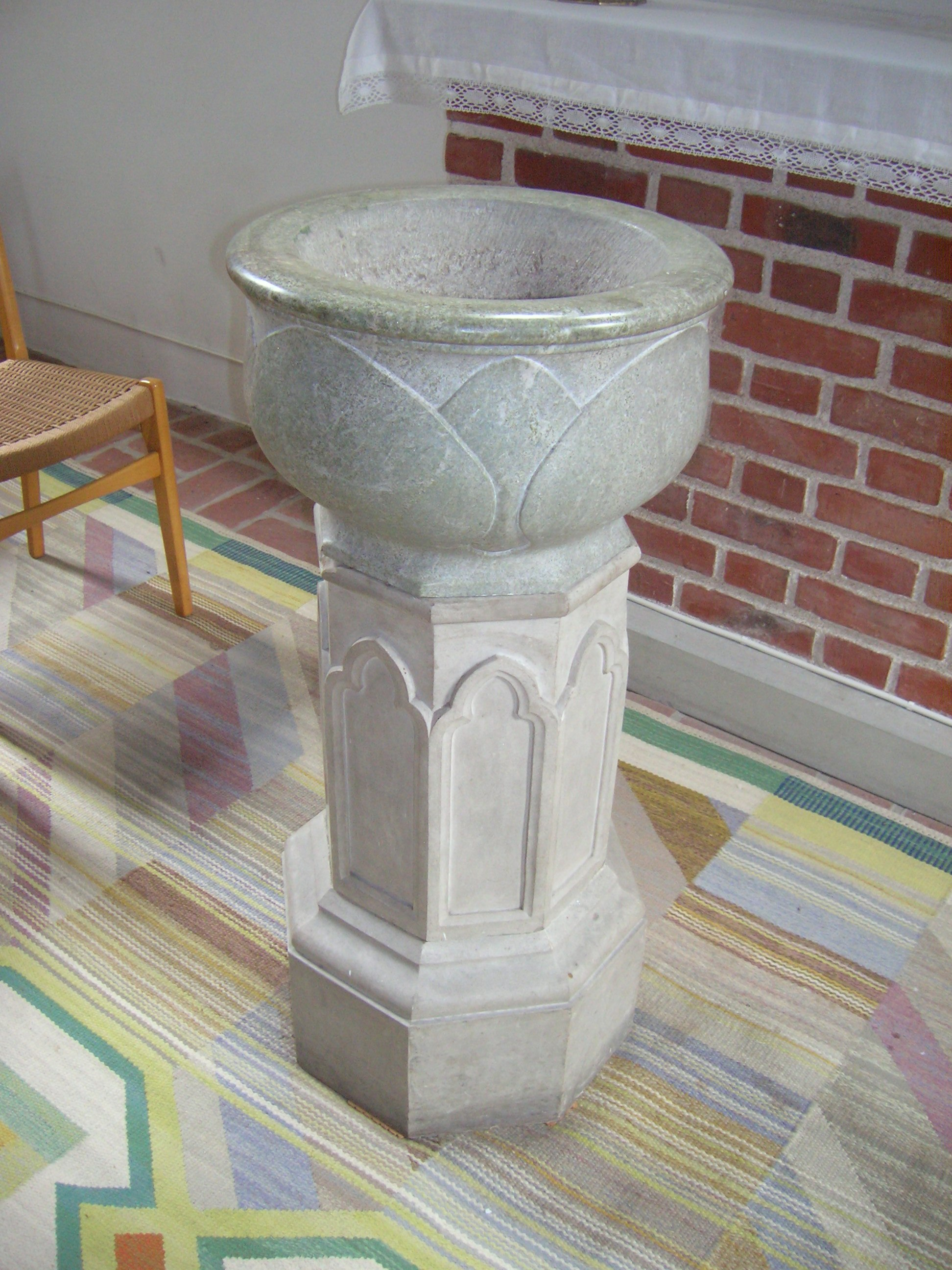
Dopfunten